# Distenia tavakiliani
Distenia tavakiliani là một loài bọ cánh cứng trong họ Cerambycidae.